# Brimont (entreprise)
Pour les articles homonymes, voir Brimont (homonymie).
Brimont est une société française implantée à Rethel (Ardennes), spécialisée dans le machinisme agricole (bennes et remorques).

## Histoire
Fondée au début des années 1960 par Marcel Brimont, maréchal-ferrant, elle prospère rapidement.
En 1974, elle sous-traite le montage des tracteurs forestiers Latil, activité qui perdure près de deux décennies pour s'achever en 1993.
Elle assemble également des séries de camions (Brimont ETR, Brimont Brutt…) à destination de l'armée, les pompiers et autres services publics (EDF-GDF…).
Les années 2000 sont extrêmement difficiles pour la petite structure ardennaise, confrontée à plusieurs dépôts de bilan successifs,. De nombreux emplois sont perdus.
L'entreprise est cédé (en 2009) à la société Arden Vérins. Le jugement de clôture après cession intervient le 24 septembre 2009. La société est radiée du registre du commerce le 3 mai 2011.